# Берёзовка (Кикнурский район)
Берёзовка — деревня в Кикнурском районе Кировской области.

## География
Находится на расстоянии примерно 16 км по прямой на юго-запад от райцентра поселка  Кикнур.

## История
Известна с 1873 года как починок Бересневской, в котором отмечено дворов 6 и жителей 48, в 1905 (уже Берёзовский) 20 и 127, в 1926 (уже деревня Старая Берёзовка) 32 и 161, в 1950 42 и 120. В 1989 году проживало 230 человек. Настоящее название закрепилось с 1978 года. До января 2020 года входила в Кикнурское сельское поселение до его упразднения.

## Население
Постоянное население  составляло 228 человек (русские 92%) в 2002 году, 146 в 2010.